# Egipatski šahovski savez
Egipatski šahovski savez (mađ.: Magyar Sakkszövetség), krovno tijelo športa šaha u Egiptu. Sjedište je u Kairu, 269 Imtedad Ramsis 2/ Flat3 Nasr City. Osnovan je 1894. i član je FIDE od 1980. godine. Egipat pripada afričkoj zoni 4.1. Predsjednik je Hesham Elgendy (ažurirano 21. listopada 2019.).

## Vanjske poveznice
- FIDE Directory Egipat